# Kim Bo-mi
Kim Bo-mi (en hangul, 김보미; 15 de mayo de 1987) es una actriz surcoreana. 

## Biografía
Comenzó a estudiar ballet cuando tenía 11 años de edad, y más tarde se matriculó en Danza en la Universidad Sejong, con el ballet como su principal tema.
En octubre del 2019 reveló que estaba saliendo con el bailarín Yoon Jeon-il. En diciembre del mismo año se anunció que la pareja estaba comprometida y se casaría en el 2020.

## Carrera
Es miembro de la agencia "EL Rise".
En 2008, participó en el programa de cable Star Proyecto de duplicación de 2%, lo que condujo a un contrato de exclusividad con la oferta de una agencia. Debutó como actriz ese mismo año en el Pintor del Viento, como criada de una gisaeng.
Desde entonces, ha participado en papeles de apoyo en películas y dramas, en particular, el éxito de taquilla Sunny (2011) y la popular serie Mi Amor de las Estrellas (2013).

## Filmografía

### Serie de televisión
| Año  | Título                        | Papel                            | Red    |
| ---- | ----------------------------- | -------------------------------- | ------ |
| 2008 | Painter of the Wind           | Mak-nyeon                        | SBS    |
| 2011 | My Daughter the Flower        | Joo Hong-dan                     | SBS    |
| 2013 | Gu Family Book                | Dam (invitada, episodio 1)       | MBC    |
| 2013 | Basketball                    | Mi-sook                          | tvN    |
| 2013 | Master's Sun                  | Sun-young (invitada, episodio 5) | SBS    |
| 2013 | My Love from the Star         | Min-ah                           | SBS    |
| 2014 | Doctor Stranger               | Kim Ah-young                     | SBS    |
| 2014 | My Secret Hotel               | Heo Young-mi                     | tvN    |
| 2015 | A Girl Who Sees Smells        | vendedora (invitada, episodio 1) | SBS    |
| 2015 | Assembly                      | Song So-min                      | KBS2   |
| 2016 | Neighborhood Hero             | So-mi                            | OCN    |
| 2017 | Man to Man                    | Park Song-i                      | JTBC   |
| 2018 | My Contracted Husband, Mr. Oh | Bang Jung-mi                     | MBC    |
| 2019 | I Hate You, Juliet            | Lee Young-Joo                    | Oksusu |
| 2019 | Angel's Last Mission: Love    | Geum Ni-na                       | KBS2   |

### Cine
| Año  | Título                    | Papel                                    | Ref.   |
| ---- | ------------------------- | ---------------------------------------- | ------ |
| 2010 | Death Bell 2: Bloody Camp | Kyung-hee                                |        |
| 2011 | Sunny                     | Ryu Bok-hee (adolescente)                |        |
| 2012 | Whatcha Wearin'?          | Yoon-mi                                  |        |
| 2014 | Mr. Perfect               | Yi-hwa                                   |        |
| 2014 | Brownie                   | Na Bing-bing                             |        |
| 2017 | The Merciless             | Modelo del anuncio Osean Trading (cameo) | [ 10 ] |